# Rachispoda clivicola
Rachispoda clivicola är en tvåvingeart som beskrevs av Wheeler 1995. Rachispoda clivicola ingår i släktet Rachispoda och familjen hoppflugor. Inga underarter finns listade i Catalogue of Life.